# فرودگاه کوناگ
فرودگاه کوناگ (به انگلیسی: Coonagh Aerodrome) یک فرودگاه خصوصی است که یک باند فرود آسفالت دارد و طول باند آن ۴۱۶ متر است. این فرودگاه در شهر لیمرک کشور ایرلند قرار دارد و در ارتفاع ۱٫۸ متری از سطح دریا واقع شده‌است.